# Profesor contratado doctor
En España, profesor contratado doctor es un profesor e investigador de universidad, con plena capacidad docente e investigadora, con contrato laboral de carácter permanente y dedicación a tiempo completo en el sistema universitario español -art. 50 LOU-. Para acceder a este contrato es imprescindible ser doctor, haber obtenido la acreditación del currículum vítae para la figura de Profesor Contratado Doctor por parte de la ANECA o de la agencia de acreditación de la Comunidad Autónoma en la que se encuentre la Universidad en la que se pretende trabajar y, finalmente, superar un concurso-oposición en la Universidad de destino, basado en la valoración, por parte de un tribunal, del CV y el desempeño académico en un número variable de ejercicios de defensa oral.
Es una figura permanente a la que se accede generalmente tras pasar por la figura de profesor ayudante doctor, de carácter temporal.

### Sobre la equivalencia entre profesor contratado doctor y agregado
La denominación de las distintas categorías de profesor en las distintas legislaciones autonómicas ha generado cierta confusión en relación con las categorías reconocidas a nivel estatal. Así, se suele confundir al profesor agregado (Cataluña y País Vasco) como categoría equivalente a profesor contratado doctor (resto de España). Sin embargo, el profesor contratado doctor no es una categoría equivalente, sino que es inferior, a la categoría de profesor agregado en la legislación universitaria catalana. De hecho, en la legislación estatal el profesor contratado doctor tiene por encima en la carrera académica al profesor titular; por el contrario, el profesor agregado solo tiene por encima al profesor catedrático. 
Por tanto, a partir de la entrada en vigor de la Ley 1/2003, de 19 de febrero, de Universidades de Cataluña (LUC) no existe en las universidades catalanas la posibilidad de incorporarse al cuadro docente con la figura de profesor titular, como categoría previa a catedrático, siendo la categoría de profesor agregado plenamente equivalente a profesor titular.
La confusión terminológica se deriva del sistema de contratación de las universidades públicas catalanas. Con la LUC se ha optado por un sistema de contratación laboral en lugar del sistema de cuerpos de funcionarios públicos estatal. Por este motivo, se confunde la expresión «profesor contratado doctor», que posee significados distintos a nivel estatal y catalán.
Así, en la exposición de motivos de la Ley 1/2003, de 19 de febrero, de Universidades de Cataluña se dice a este respecto: «Debe destacarse que se regulan, por primera vez desde la Generalidad republicana, figuras de profesorado contratado con contrato laboral indefinido: la de catedrático, la de profesor agregado –ambas, dentro de la tipología de profesorado contratado doctor– y la de profesor colaborador permanente. Este profesorado es seleccionado directamente por las universidades y requiere una acreditación previa de investigación, en el caso de los profesores agregados y de los catedráticos».

En el art. 46 de la legislación catalana se comprueba claramente que la denominación profesor contratado doctor es una denominación genérica que abarca a los profesores catedráticos y agregados, que tienen ambos carácter permanente, siendo el profesor agregado el paso previo a catedrático y que, en todo caso, exige una «probada capacidad docente e investigadora».
Artículo 46. Profesorado contratado doctor. El acceso a la universidad en la figura contractual de profesorado contratado doctor, con carácter permanente, puede hacerse en una de las categorías siguientes: a) Catedrático o catedrática, que supone una carrera docente e investigadora consolidada. b) Profesor o profesora agregado, que supone una probada capacidad docente e investigadora.